# Peltostigma pteleoides
Peltostigma pteleoides là một loài thực vật có hoa trong họ Cửu lý hương. Loài này được (Hook.) Walp. mô tả khoa học đầu tiên năm 1846.